# Tystbergabygdens församling
Tystbergabygdens församling är en församling i Nyköpings kontrakt i Strängnäs stift. Församlingen ligger i Nyköpings kommun i Södermanlands län och utgör ett eget pastorat.

## Administrativ historik
Församlingen bildades den 1 januari 2002 genom sammanslagning av Tystberga-Bälinge och Lästringe församlingar.

## Kyrkor
- Bälinge kyrka
- Tystberga kyrka
- Lästringe kyrka
- Sättersta kyrka
- Bogsta kyrka